# Martin Pfundner
Martin Pfundner (* 2. August 1930 in Wien; † 18. April 2016) war ein österreichischer Manager, Netzwerker, Autor und Rennsportexperte.

## Leben
Martin Pfundner wurde in Wien geboren. Sein Vater Josef war Inhaber der 1906 gegründeten Glockengießerei Pfundner. Er studierte an der Technischen Universität Wien Chemie. Durch die Rennsportbegeisterung seines Vaters kam er sehr früh zum Motorsport. Er fuhr zusammen mit seinem Vater zahlreiche Langstreckenwettbewerbe und arbeitete als Korrespondent für mehrere Motorsportzeitschriften und als Chefredakteur von Auto-Jahr (Lausanne). Hauptberuflich war er anfangs in der Glockengießerei in Wien tätig und war Besitzer der weltweit größten Sammlung alter Kirchenglocken.
Im Alter von 26 Jahren war er der Initiator der österreichischen Flugplatzrennen und Rennleiter in Wien-Aspern. 1956 war Martin Pfunder Mitbegründer des Österreichischen Automobil-Sport-Clubs und als Rennleiter wesentlicher Rennsportveranstaltungen für den Club tätig. Als Vorstandsmitglied der Fédération Internationale de l’Automobile (FIA) in Paris und als Vizepräsident der Internationalen Sportkommission (CSI) bestimmte er die weltweiten Geschicke des Automobilsports ein Jahrzehnt lang wesentlich mit. 1961 wurde Pfundner als Förderer des späteren Formel-1-Weltmeisters Jochen Rindt bekannt. Er half Rindt im Jahr 1965 beim Einstieg in die Formel 2, genau wie sieben Jahre später auch Niki Lauda.
Martin Pfundner war Rennleiter des Großen Preises von Österreich in Zeltweg und entwickelte dieses Flugplatzrennen seit 1959 bis zum Weltmeisterschaftslauf. 1964 gelang es ihm, das erste zur Weltmeisterschaft zählende Formel-1-Rennen nach Österreich zu holen. Im selben Jahre gründete Pfunder die Zeitschrift Autorevue, die er bis 1975 selbst als Chefredakteur herausgab. Die erste Ausgabe erschien Ende Dezember 1964 und seitdem monatlich. 2012 hatte das Magazin eine durchschnittliche Druckauflage von rund 60.000 Exemplaren.
Ab 1975 war Pfundner als Direktor bei British Leyland Austria tätig. Im November 1984 wurde er zum Direktor für Öffentlichkeitsarbeit der General Motors Austria (GMA) und der General Motors Austria Werke (GMAW) bestellt. Nach dem Ausscheiden aus dem Unternehmen Opel Austria zum Jahresende 1995 wurde er Ehrenvorsitzender der Österreichischen Automobilimporteure in der Industriellenvereinigung. Er wurde am Hietzinger Friedhof bestattet.

## Auszeichnungen
- Großes Silbernes Ehrenzeichen für Verdienste um die Republik Österreich
- FIA Heritage Cup der Fédération Internationale de l’Automobile (FIA) in Paris
- 2007: Bela Barenyi Preis 2007[7]

## Werke als Autor (Auszug)
- Jochen Rindt. Eine Bildbiografie. ISBN 978-3-205-78827-0.
- Mit Autos und Glocken durchs 20. Jahrhundert. ISBN 978-3-205-78733-4.
- 100 Jahre Alpenfahrt. ISBN 978-3-205-78529-3.
- Austro Daimler und Steyr. Rivalen bis zur Fusion. Die frühen Jahre des Ferdinand Porsche. ISBN 978-3-205-77639-0.
- Die Formel 1 in Österreich. Böhlau, Wien 2014, ISBN 978-3-205-79540-7.[8]
- Zusammen mit Hans Seper und Hans Peter Lenz verfasste Martin Pfundner zahlreiche weitere Bücher zur Technik- und Automobilgeschichte in Österreich.